# 王濂 (正德舉人)
王濂（15世紀—16世紀），字仲清，南直隸鎮江府金壇縣人，明朝政治人物。

## 生平
王濂是正德八年（1513年）癸酉科舉人，曾跟隨學者羅欽順學習，精研理學，通曉義利之辨，二人十分投契，對方所著的《困知記》由他寫下序，不久他謁選，在嘉靖八年（1529年）授湖州推官，多次平反冤獄，楊一清稱他「亮節清操，從省祭涵養中出」。他曾題贈《竹菊圖》，當中有句子「竹之直，君之節；菊之芳，君之章」，其後辭官歸田，潛心研究理學，教授子孫敦厚，卜居在父親墳墓終老。

## 引用
1. 1 2  光緒《金壇縣志·卷九·人物志》：王濂 字仲清，正德癸酉舉人，講學於羅文莊欽順，精知力行，尤嚴義利之辨，文莊心契焉，晚著《困知記》，屬濂為之序。嘉靖己丑司理湖州，多所平反，楊文襄一清稱其「亮節清操，從省祭涵養中出」。嘗題贈《竹菊圖》，有「竹之直，君之節；菊之芳，君之章」其推重若此，後歸田益潛心研理，教子孫敦本行，卜築邇父墓以終。
2. ↑  四庫全書《江南通志·卷一百六十三·人物志》：王濂，字仲清，金壇人，正德癸酉舉人，學於羅文莊欽順，精研理奥、躬行實踐，欽順所著《困知記》屬濂序之，謁選湖州推官，楊文襄一清稱其「清操直節，從涵養省察中出」。